# Péczely Attila
Péczely Attila (Rákosszentmihály, 1897. augusztus 13. – Weiden, Német Szövetségi Köztársaság, 1964. július 6.) énekes, muzeológus, népzenegyűjtő, orvos, zenei szakíró.

## Életpályája
Zenész családban nevelkedett, nagyapja zongoraművész, édesapja operaénekes volt. Orvosi tanulmányaival párhuzamosan a Zeneakadémián Kodály Zoltán előadásait hallgatta. Az 1930-as években Bartók Béla megbízásából főként Csongrád és Zala vármegyében gyűjtött népdalokat. 1929-től Hódmezővásárhelyen orvosként dolgozott, majd pályáját elhagyva, 1949-től a szegedi Móra Ferenc Múzeumban, 1953-tól pedig a vásárhelyi Tornyai János Múzeumban működött népzenekutatóként. Kutatói tevékenysége mellett komoly szerepe volt Hódmezővásárhely zenei életének szervezésében is. Az Alföldön közel háromezer, a Dunántúlon pedig körülbelül kétezer dallamot jegyzett le.

## Kötetei
- Vásárhelyi népdalok. Hódmezővásárhely, 1932;
- 103 magyar népdal. Budapest, 1939;
- Beszélgetések a népzenéről. Budapest, 1944;
- Dunántúli daloskönyv. Budapest, 1947;
- Rózsa : 94 népdal. Budapest, 1953.

## Emlékezete
- Németh László Égető Eszter című művében Gulácsy néven szerepel.
- Hódmezővásárhelyen a zeneiskola névadója lett.[4]
- 2002-ben Zalakomárban a Péczely Attila Népzenei Csoport fel  az ő nevét.

## Kapcsolódó lapok
- Megrakják a tüzet